# Maria Königin der Engel (Rötsee)

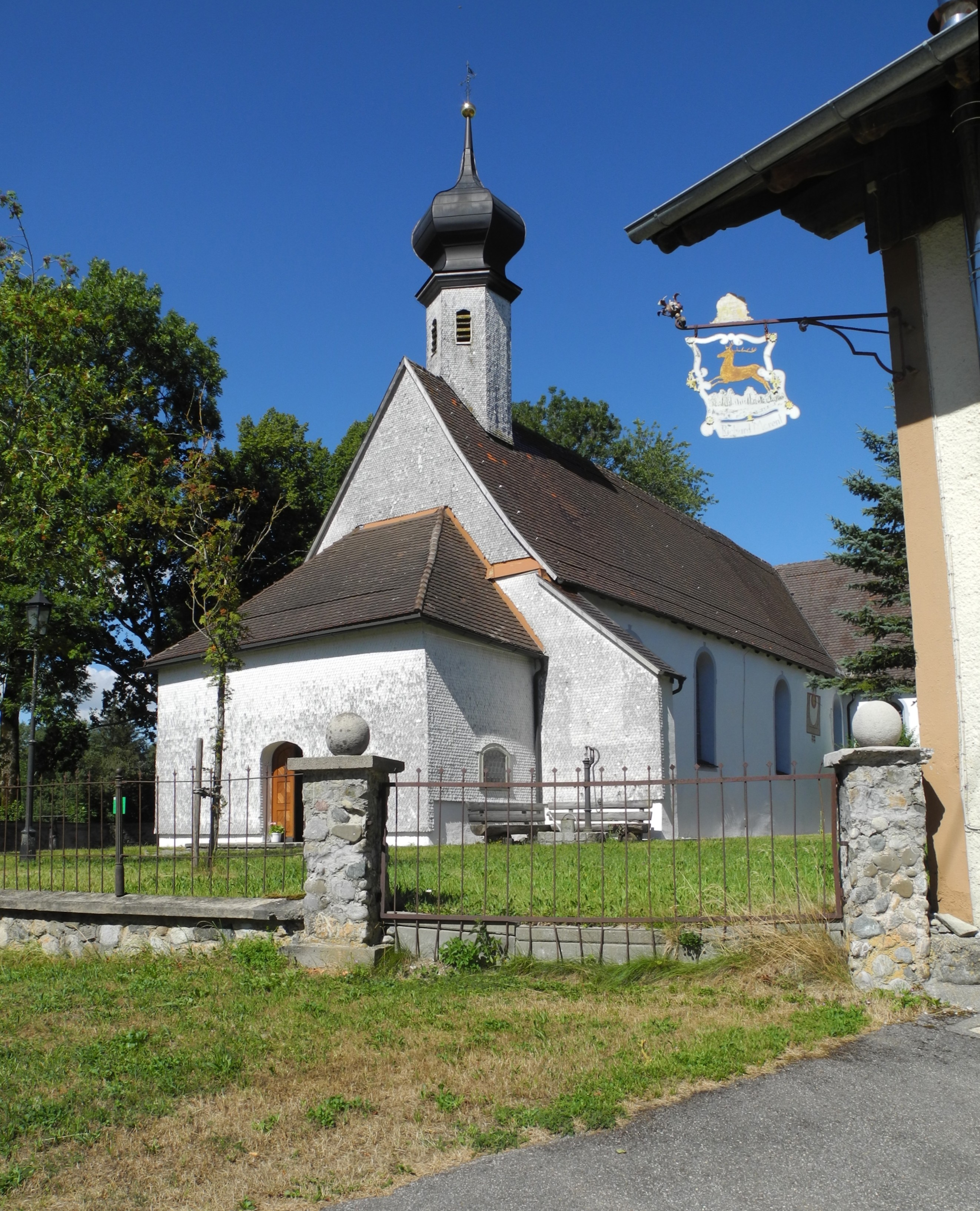
Maria Königin der Engel in Rötsee

Die römisch-katholische Wallfahrtskirche Maria Königin der Engel steht im Weiler Rötsee, der zur Gemeinde Kißlegg im Landkreis Ravensburg in Baden-Württemberg und zum Dekanat Allgäu-Oberschwaben in der Diözese Rottenburg-Stuttgart gehört. Das Bauwerk ist beim Landesamt für Denkmalpflege Baden-Württemberg als Baudenkmal eingetragen.
Die Kirche und die wenigen umgebenden Häuser stehen auf einer ehemaligen Insel des mittlerweile weitgehend verlandeten Rötsees und gehen zurück auf die Einsiedelei des seligen Ratpero (Ratperonius), der sich hier im damaligen Nibelgau in der 2. Hälfte des 10. oder eher der 1. Hälfte des 11. Jahrhunderts niedergelassen hatte und dessen Grab in der Kirche wiedergefunden wurde.

## Beschreibung
Von der ursprünglich dreischiffigen Basilika aus dem 11. Jahrhundert gingen die Seitenschiffe verloren, sodass nur noch das Mittelschiff als Langhaus und der eingezogene, dreiseitig geschlossene Chor von 1449 im Osten erhalten blieben. 1748 wurde zwischen Langhaus und Chor ein Querschiff eingefügt und die Saalkirche zur Kreuzkirche erweitert. Im Anbau im Westen ist das Portal untergebracht. Aus dem Satteldach des Langhauses erhebt sich ein sechseckiger Dachreiter, der den Glockenstuhl beherbergt und mit einer Zwiebelhaube bedeckt ist. Der Westgiebel und der Dachreiter sind in für die Region charakteristischer Weise geschindelt.
Das Dach wurde 1967–1968 neu eingedeckt, die Kirche insgesamt 1971 renoviert, der Putz der Außenseite 1994 erneuert, und 2016–2018 wurde die Kirche umfassend restauriert. Dabei wurden auch die Deckenfresken, die sich abzulösen begannen, gesichert. In den 1970er Jahren wurde die Kirche zweimal das Opfer von Kunstdieben, wovon vor allem die Kanzel betroffen war.

## Ausstattung
An der Decke im Innenraum wurden 1748 Fresken angebracht. Zur Kirchenausstattung gehört ein vom Sohn des Felizian Hegenauer gebauter Hochaltar, auf dessen Altarretabel ein Gnadenbild aus dem Umkreis von Hans Multscher dargestellt ist.
Im hinteren Teil der Kirche befindet sich das Hochgrab des Stifters: Die wiederaufgefundenen Gebeine des seligen Ratpero ruhen seit 1954 in einem neuen Sarkophag. An der Wand darüber ist seine Grabplatte aus der Zeit um 1500 angebracht.

## Sonstiges
Der selige Ratpero von Rötsee ist als „Sankt Råbis“ auch zur Gestalt der regionalen Volkssage geworden.